# Jälgimäe
Jälgimäe (en allemand : Jelgimeggi) est un village de la Commune de Saku, dans la région de Harjumaa en Estonie.
- Peter von Glehn (1835-1876), botaniste distingué, y est né et fut, comme son père, le seigneur de ce village.

Au 31 décembre 2011, il compte 289 habitants.